# Шетт, Барбара
Барбара Шетт-Игл (нем. Barbara Schett Eagle; родилась 10 марта 1976 года в Иннсбруке, Австрия) — австрийская теннисистка и телекомментатор. Финалистка одного турнира Большого шлема в миксте (Australian Open-2001); полуфиналистка четырёх турниров Большого шлема (трижды — в паре, один раз — в миксте); победительница 13 турниров WTA (три — в одиночном разряде); бывшая седьмая ракетка мира в одиночном рейтинге; бывшая восьмая ракетка мира в парном рейтинге; финалистка одного юниорского турнира Большого шлема в одиночном разряде (Australian Open-1994).

## Общая информация
Барбара — одна из двух детей Элизабет и Йоханнеса Шеттов; её брата зовут Георг. Вся семья играет в теннис, но лишь для Барбары этот вид спорта стал главным спутником жизни.
В 2007 году австрийка вышла замуж за своего бывшего партнёра по микстовым состязаниям — австралийца Джошуа Игла. 28 апреля 2009 года у пары родился первенец — сын Ноа.
После завершения игровой карьеры Шетт активно участвует в различных передачах о теннисе, а также периодически комментирует сами матчи. Работает теннисным обозревателем на телеканале «Eurosport».

## Спортивная карьера

### Одиночная карьера
Барбара неплохо проявила себя уже в юниорские годы: наблюдая за успехами соотечественниц Юдит Визнер и Барбары Паулюс, Шетт постепенно совершенствовала свою игру и к 1994 году выдвинулась в число сильнейших теннисисток в своём возрасте, завершив этот этап своей карьеры выходом в одиночный финал Australian Open, где она уступила титул австралийке Труди Мусгрейв.
C 1990 года австрийка стала играть и соревнования взрослого тура: достаточно быстро привыкнув к подобному уровню соперниц она в 1992-м выиграла свой первый титул на подобном уровне, а год спустя уже числилась среди двухсот сильнейших теннисисток мира. Не последнюю роль столь скором прорыве сыграл турнир WTA в Кицбюэле, где 17-летняя теннисистка добралась из квалификации до четвертьфинала основы, попутно обыграв тогдашнюю 17-ю ракетку мира — болгарку Катерину Малееву. Позже этот результат был повторён на аналогичном соревновании в Монпелье. В 1994—1995 годах австрийская теннисистка входит в первую сотню рейтинга и закрепляется там. Рубеж впервые удаётся преодолеть в феврале 1994 года, когда Шетт добирается до полуфинала домашнего турнира в Линце, ещё раз обыграв Малееву; в мае того же года Барбара впервые сыграла в основе взрослого турнира Большого шлема.
В 1996 году Шетт совершает ещё одно качественное улучшение результатов: на Australian Open она впервые выигрывает матч в основных сетках подобных соревнований, позже пробиваясь сразу в четвёртый раунд. Несколько месяцев спустя она одержала и свою первую победу над игроком Top10: добравшись до четвертьфинала приза в Амелия-Айленде, она попутно выбила из борьбы тогдашнюю восьмую ракетку мира — болгарку Магдалену Малееву. В июле пришёл и первый титул на турнирах WTA: в борьбе за титул в Палермо пришлось обыграть немку Сабину Хак. К концу сезона Шетт смогла подняться в четвёртую десятку рейтинга, завершив игровой год полуфиналом на турнире в Москве. В следующие несколько лет Барбара закрепляется на этом уровне, периодически отмечаясь победами над рейтинговыми фаворитами; локальные неудачи на крупных турнирах восполняются сериями побед на небольших турнирах — регулярно удаётся удачно играть грунтовые турниры в Австрии и в Палермо. В августе 1998 года австриячка впервые в карьере доходит до финала хардового соревнования WTA: в Бостоне на пути к решающему матчу она обыгрывает восьмую ракетку мира Аманду Кётцер, но уступает титул другой южноафриканке: Мариан де Свардт.
Постепенно Шетт настолько набирает уверенность в своих силах, что её результаты на крупных турнирах становятся всё больше стабилизируются: в 1999 году она выдаёт очень удачный сезон, одерживая сразу двенадцать побед в основных сетках турниров Большого шлема (в США Барбара единственный раз за карьеру добирается до четвертьфинальной стадии турнира Большого шлема), регулярно играя в решающих стадиях соревнований любого статуса, часто встречаясь с игроками Top10 и обыгрывая их (так в том году Шетт выиграла все три своих матча у Аранчи Санчес Викарио). Осенью Барбара добралась до своего единственного финала на турнирах 1-й категории регулярного тура: в Москве она уступает в титульном матче француженке Натали Тозье. В сентябре австриячка входит в Top10, а позже отбирается на Итоговый турнир, где проходит один круг.
В 2000 году происходит откат на былые позиции в третьем десятке: частично это происходит из-за серии поражений на ранних стадиях крупных турниров он низкорейтинговых соперниц, а частично — из-за проблем со здоровьем (в мае этого года из-за некстати подхваченной вирусной инфекции она пропускает майскую серию турниров на красном грунте). Локальные неудачи скрашивает удачно проведённый олимпийский турнир: в одиночном соревновании Шетт добирается до четвертьфинала, уступив в равном матче будущей финалистке.
В следующие несколько лет австрийка постепенно закрепляется в статусе сильной, но весьма нестабильной теннисистки: так в 2001 году она за весь европейский грунтовый сезон выиграла лишь несколько матчей, а на Roland Garros пробралась в четвёртый круг, обыграв в стартовом матче тогдашнюю вторую ракетку мира Винус Уильямс. Постепенно общий уровень результатов становится всё более низким — не редки как длительные проигрышные серии, так и отдельные очень неудачные игры (в первой половине 2003 года она в какой-то момент не могла выиграть девять матчей к ряду, а на Roland Garros того же года Барбара не смогла взять ни гейма у Серены Уильямс). В 2003—2004 годах Шетт два сезона подряд заканчивала сезон в середине второй полусотни рейтинга и постепенно теряла мотивацию к выступлениям в профессиональном туре; в январе 2005-го, уступив во втором круге Australian Open Даниэле Гантуховой она покинула тур WTA.

### Парная карьера
Женские пары
Весьма успешна была и парная карьера Шетт: поначалу, быстро улучшая результаты в одиночном разряде, Барбара использовала игры в дуэте как шанс для дополнительных тренировок тех или иных элементов игры, но к середине 1990-х она и здесь начинает биться за результаты: в августе 1995 года австриячка впервые сыграла в парной сетке турнира Большого шлема, а в июле следующего года — на традиционно успешном для себя призе в Палермо, вместе с Жанеттой Гусаровой — впервые выходит в финал соревнования WTA и сходу берёт титул. Постепенно набираясь опыта в играх с сильнейшими парами мира Шетт к 1998 году делает рывок в результатах: вместе с Патти Шнидер она дважды играет в финалах турниров 2-й категории во время весеннего грунтового сезона, а затем выходит в четвертьфинал Roland Garros, попутно выбив из сетки пятую пару турнира — Яюк Басуки / Каролину Вис. В конце лета девушки повторили этот результат на US Open.
В дальнейшем швейцаро-австрийский альянс целенаправленно не пытаясь добиться высокого парного рейтинга для друг друга всё чаще становится одним из возмутителей спокойствия в парных соревнованиях: в мае 1999 года они добрались до дебютного для себя финала турнира высшей категории регулярного тура — на пути к решающему матчу в Хилтон-Хеде им удаётся обыграть одну из сильнейших пар того времени — Наталью Звереву и Линдсей Дэвенпорт. Кроме Шнидер Шетт всё более результативно играла и с другими напарницами: в сентябре того 1999 года австриячка впервые пробилась в полуфинал турнира Большого шлема, сотрудничая с француженкой Мари Пьерс.
Набранный авторитет среди лидеров парного мира позволил Шетт в начале 2000-го заполучить себе в партнёрши Анну Курникову: пара сыграла вместе январскую серию, добившись полуфинала на Australian Open, однако в дальнейшем сотрудничество не продолжила. Затем Барбара попробовала ещё несколько альянсов, наиболее удачным из которых оказалось сотрудничество с немкой Анке Хубер: вместе они добрались до полуфинала соревнований в Майами и четвертьфинала на Roland Garros; каждый раз удавалось обыгрывать пару Лиза Реймонд / Ренне Стаббз, боровшуюся в тот период за лидерство в рейтинге. Позже австро-германская пара ещё раз вышла в восьмёрку сильнейших на US Open. На следующий сезон австриячка вновь сохранила место в двадцатке сильнейших парниц мира, продолжив периодически сотрудничать всё с теми же Курниковой и Хубер. Ударный отрезок сменился периодом спада: на протяжении семи турниров Большого шлема подряд Барбара не смогла на подобных соревнованиях пробиться дальше третьего раунда. Локальные успехи на второстепенных соревнованиях, однако, позволяют ей уверенно удерживаться в Top40 местной классификации (в этот период, среди прочего, завоёван совместный титул с Мартиной Хингис).
На Roland Garros-2003 серия наконец прервалась: вместе с Жанеттой Гусаровой Шетт вышла в четвертьфинал, попутно выбив из борьбу пару Елена Докич / Надежда Петрова. Через год австриячка вернулась к своей лучшей форме в подобного рода состязаниях: вместе с Патти Шнидер она стабильно проводит сезон, добивается полуфинала на US Open, регулярно играет в решающих стадиях менее крупных соревнований и завоёвывает три титула.
Микст
Неплохие результаты в женских парах со временем позволили играть на конкурентоспособном уровне и турниры в миксте; первый крупный успех пришёлся на Уимблдонский турнир 2000 года: вместе с эквадорцем Николасом Лапентти она пробивается в полуфинал, проиграв в пяти матчах турнира лишь два сета. С подобными же соревнованиями связано и нахождение спутника жизни для Барбары — вместе со своим будущим мужем Джошуа Иглом Шетт сыграла несколько турниров, а на Australian Open-2001 они добрались до решающего матча, где уступили Эллису Феррейре и Корине Морариу.
В итоге за свою карьеру австриячка сыграла в семнадцати турнирах в смешанном парном разряде, выиграв в их рамках двадцать четыре матча. Свой последний в игровой карьере турнир — Australian Open-2005 — Барбара сыграла во всех трёх разрядах.

### Сборная и национальные турниры
Шетт регулярно играла все командные турниры, где участвовала та или иная австрийская сборная: в 1993 году она впервые сыграла в Кубке Федерации, а семь лет спустя провела свой первый и последний Кубок Хопмана.
В женском кубке Барбара дополнила весьма конкурентоспособную команду, которая регулярно играла в мировой группе турнира и уже имела на своём счету выход в полуфинал соревнования. Повторить тот успех Юдит Визнер и Барбары Паулюс некоторое время не удавалось, но к началу 2000-х годов у Шетт в помощницах оказалось несколько сильных теннисисток и дважды — в 2002 и 2004 годах австриячки повторно добирались до этой стадии турнира, но ни разу так её и не покорив (в первый раз сборная Испании даже усилиями всех своих тогдашних лидеров вырвала победу лишь в решающей парной игре, а во второй — против сборной России — альпийская сборная играли без тройки своих тогдашних лидеров и разгромно уступила.
В смешанном кубке до финала также не хватило малости: Шетт и Штефан Коубек выиграли два из трёх матчей в группе (в том числе и у будущего финалиста — команды Таиланда), но единственное поражение (от команды Австралии) отбросило их на второе место.
В 2000 же году Барбара единственный раз в своей карьере сыграла в олимпийском теннисном соревновании: в одиночном турнире она добралась до четвертьфинала, уступив в трёхсетовом матче будущей финалистке этого соревнования — 18-летней россиянке Елене Дементьевой; в парном же разряде им вместе с Патрицией Вартуш уже на старте досталась сильная белорусская пара, которая затем добралась до полуфинала.

## Рейтинг на конец года
| Год  | Одиночный рейтинг | Парный рейтинг |
| 2004 | 88                | 19             |
| 2003 | 79                | 37             |
| 2002 | 40                | 26             |
| 2001 | 21                | 18             |
| 2000 | 23                | 12             |
| 1999 | 8                 | 34             |
| 1998 | 23                | 24             |
| 1997 | 38                | 68             |
| 1996 | 32                | 56             |
| 1995 | 83                | 216            |
| 1994 | 100               |                |
| 1993 | 136               | 701            |
| 1992 | 288               | 590            |
| 1991 | 753               |                |

## Выступления на турнирах

### Финалы турнировWTAв одиночном разряде (6)

#### Победы (3)
| Легенда:                    |
| --------------------------- |
| Турниры Большого Шлема (0)  |
| Олимпиада (0)               |
| Итоговый чемпионат года (0) |
| 1-я категория (0)           |
| 2-я категория (0+5)         |
| 3-я категория (1)           |
| 4-я категория (2+4)         |
| 5-я категория (0+1)         |

| Титулы по покрытиям | Титулы по месту проведения матчей турнира |
| ------------------- | ----------------------------------------- |
| Хард (0+3)          | Зал (0+2)                                 |
| Грунт (3+5)         | Зал (0+2)                                 |
| Трава (0)           | Открытый воздух (3+8)                     |
| Ковёр (0+2)         | Открытый воздух (3+8)                     |

| №  | Дата         | Турнир                  | Покрытие | Соперница в финале | Счёт        |
| 1. | 15 июля 1996 | Палермо, Италия         | Грунт    | Сабина Хак         | 6-3 6-3     |
| 2. | 28 июля 1997 | Мариа-Ланковиц, Австрия | Грунт    | Генриета Надьова   | 3-6 6-2 6-3 |
| 3. | 10 июля 2000 | Клагенфурт, Австрия (2) | Грунт    | Патти Шнидер       | 5-7 6-4 6-4 |

#### Поражения (3)
| №  | Дата            | Турнир          | Покрытие  | Соперница в финале | Счёт           |
| 1. | 13 июля 1998    | Палермо, Италия | Грунт     | Патти Шнидер       | 1-6 7-5 2-6    |
| 2. | 10 августа 1998 | Бостон, США     | Хард      | Мариан де Свардт   | 6-3 6-7(4) 5-7 |
| 2. | 18 октября 1999 | Москва, Россия  | Ковёр (i) | Натали Тозья       | 6-2 4-6 1-6    |

### Финалы турнировITFв одиночном разряде (2)

#### Победы (1)
| Легенда:        |
| --------------- |
| 100.000 USD (0) |
| 75.000 USD (0)  |
| 50.000 USD (0)  |
| 25.000 USD (0)  |
| 10.000 USD (1)  |

| Титулы по покрытиям | Титулы по месту проведения матчей турнира |
| ------------------- | ----------------------------------------- |
| Хард (0)            | Зал (0)                                   |
| Грунт (1)           | Зал (0)                                   |
| Трава (0)           | Открытый воздух (1)                       |
| Ковёр (0)           | Открытый воздух (1)                       |

| №  | Дата          | Турнир            | Покрытие | Соперница в финале | Счёт    |
| 1. | 16 марта 1992 | Сарагоса, Испания | Грунт    | Ева Хименес Санс   | 6-1 6-2 |

#### Поражения (1)
| №  | Дата           | Турнир              | Покрытие | Соперница в финале | Счёт           |
| 1. | 3 августа 1992 | Падерборн, Германия | Грунт    | Свеня Трюльсен     | 4-6 6-3 6-7(7) |

### Финалы турнировWTAв парном разряде (19)

#### Победы (10)
| №   | Дата            | Турнир                 | Покрытие | Партнёрша        | Соперницы в финале                      | Счёт           |
| 1.  | 21 июля 1996    | Палермо, Италия        | Грунт    | Жанетта Гусарова | Флоренсия Лабат Барбара Риттнер         | 6-1 6-2        |
| 2.  | 14 июля 1997    | Палермо, Италия (2)    | Грунт    | Сильвия Фарина   | Флоренсия Лабат Мерседес Пас            | 2-6 6-1 6-4    |
| 3.  | 3 мая 1998      | Гамбург, Германия      | Грунт    | Патти Шнидер     | Мартина Хингис Яна Новотна              | 7-6(3) 3-6 6-3 |
| 4.  | 4 января 1999   | Окленд, Новая Зеландия | Хард     | Сильвия Фарина   | Марлен Вайнгартнер Седа Норландер       | 6-2 7-6(2)     |
| 5.  | 7 января 2001   | Сидней, Австралия      | Хард     | Анна Курникова   | Лиза Реймонд Ренне Стаббз               | 6-2 7-5        |
| 6.  | 3 мая 2002      | Гамбург, Германия (2)  | Грунт    | Мартина Хингис   | Даниэла Гантухова Аранча Санчес-Викарио | 6-1 6-1        |
| 7.  | 9 февраля 2003  | Париж, Франция         | Ковёр(i) | Патти Шнидер     | Марион Бартоли Стефани Коэн-Алоро       | 2-6 6-2 7-6(5) |
| 8.  | 15 февраля 2004 | Париж, Франция (2)     | Ковёр(i) | Патти Шнидер     | Сильвия Фарина-Элия Франческа Скьявоне  | 6-3 6-2        |
| 9.  | 26 апреля 2004  | Будапешт, Венгрия      | Грунт    | Петра Мандула    | Вираг Немет Агнеш Савай                 | 6-3 6-2        |
| 10. | 8 августа 2004  | Стокгольм, Швеция      | Хард     | Алисия Молик     | Эммануэль Гальярди Анна-Лена Грёнефельд | 6-3 6-3        |

#### Поражения (9)
| №  | Дата            | Турнир                 | Покрытие | Партнёрша             | Соперницы в финале                | Счёт              |
| 1. | 28 октября 1996 | Москва, Россия         | Ковёр(i) | Сильвия Фарина        | Наталья Медведева Лариса Савченко | 6-7(5) 6-4 1-6    |
| 2. | 12 апреля 1998  | Амелия-Айленд, США     | Грунт    | Патти Шнидер          | Сандра Касик Мари Пьерс           | 6-7(5) 6-4 6-7(5) |
| 3. | 19 июля 1998    | Палермо, Италия        | Грунт    | Патти Шнидер          | Павлина Стоянова Елена Пампулова  | 4-6 2-6           |
| 4. | 4 апреля 1999   | Хилтон-Хед-Айленд, США | Грунт    | Патти Шнидер          | Елена Лиховцева Яна Новотна       | 1-6 4-6           |
| 5. | 16 июля 2000    | Клагенфурт, Австрия    | Грунт    | Патти Шнидер          | Лаура Монтальво Паола Суарес      | 6-7(5) 1-6        |
| 6. | 2 октября 2000  | Фильдерштадт, Германия | Хард(i)  | Аранча Санчес-Викарио | Мартина Хингис Анна Курникова     | 4-6 2-6           |
| 7. | 1 января 2001   | Окленд, Новая Зеландия | Хард     | Эммануэль Гальярди    | Александра Фусаи Рита Гранде      | 6-7(4) 3-6        |
| 8. | 6 января 2003   | Хобарт, Австралия      | Хард     | Патриция Вартуш       | Кара Блэк Елена Лиховцева         | 5-7 6-7(1)        |
| 9. | 12 января 2004  | Хобарт, Австралия (2)  | Хард     | Элс Калленс           | Синобу Асагоэ Сэйко Окамото       | 6-2 4-6 3-6       |

### Финалы турниров Большого шлема в смешанном парном разряде (1)

#### Поражения (1)
| №  | Дата | Турнир          | Покрытие | Партнёр    | Соперники в финале            | Счёт    |
| 1. | 2001 | Australian Open | Хард     | Джошуа Игл | Корина Морариу Эллис Феррейра | 1-6 3-6 |

## История выступлений на турнирах
| Турнир                 | 1994          | 1995          | 1996          | 1997          | 1998          | 1999          | 2000          | 2001          | 2002          | 2003          | 2004          | 2005          | Итог   | В/П за карьеру |
| ---------------------- | ------------- | ------------- | ------------- | ------------- | ------------- | ------------- | ------------- | ------------- | ------------- | ------------- | ------------- | ------------- | ------ | -------------- |
| Турниры Большого Шлема |               |               |               |               |               |               |               |               |               |               |               |               |        |                |
| Australian Open        | К             | 1Р            | 4Р            | 3Р            | 4Р            | 4Р            | 4Р            | 3Р            | 3Р            | 1Р            | 2Р            | 2Р            | 0 / 11 | 21-11          |
| Roland Garros          | 1Р            | 1Р            | 1Р            | 1Р            | 1Р            | 3Р            | 4Р            | 4Р            | 2Р            | 3Р            | 1Р            | -             | 0 / 10 | 14-10          |
| Уимблдон               | 1Р            | -             | 2Р            | 2Р            | 2Р            | 4Р            | 1Р            | 3Р            | 2Р            | 2Р            | 1Р            | -             | 0 / 9  | 10-9           |
| US Open                | 1Р            | 1Р            | 2Р            | 2Р            | 3Р            | 1/4           | 2Р            | 4Р            | 2Р            | 2Р            | 1Р            | -             | 0 / 10 | 14-10          |
| Итог                   | 0 / 4         | 0 / 3         | 0 / 4         | 0 / 4         | 0 / 4         | 0 / 4         | 0 / 4         | 0 / 4         | 0 / 4         | 0 / 4         | 0 / 4         | 0 / 1         | 0 / 40 |                |
| В/П в сезоне           | 1-4           | 3-3           | 5-4           | 4-4           | 6-4           | 12-4          | 7-4           | 10-4          | 5-4           | 4-4           | 1-4           | 1-1           |        | 59-40          |
| Олимпийские игры       |               |               |               |               |               |               |               |               |               |               |               |               |        |                |
| Летняя олимпиада       | НП            | НП            | -             | Не проводился | Не проводился | Не проводился | 1/4           | Не проводился | Не проводился | Не проводился | -             | НП            | 0 / 1  | 3-1            |
| Итоговый чемпионат WTA |               |               |               |               |               |               |               |               |               |               |               |               |        |                |
| Итоговый чемпионат WTA | -             | -             | -             | -             | -             | 1/4           | -             | -             | -             | -             | -             | -             | 0 / 1  | 1-1            |
| Кубок Большого шлема   | Не проводился | Не проводился | Не проводился | Не проводился | -             | 1/4           | Не проводился | Не проводился | Не проводился | Не проводился | Не проводился | Не проводился | 0 / 1  | 0-1            |

К — проигрыш в квалификационном турнире.
| Турнир                 | 1995  | 1996  | 1997          | 1998          | 1999          | 2000  | 2001          | 2002          | 2003          | 2004  | 2005  | Итог   | В/П за карьеру |
| ---------------------- | ----- | ----- | ------------- | ------------- | ------------- | ----- | ------------- | ------------- | ------------- | ----- | ----- | ------ | -------------- |
| Турниры Большого Шлема |       |       |               |               |               |       |               |               |               |       |       |        |                |
| Australian Open        | -     | -     | 1Р            | 1Р            | 3Р            | 1/2   | 1/4           | 2Р            | 1Р            | 2Р    | 1Р    | 0 / 9  | 11-9           |
| Roland Garros          | -     | -     | -             | 1/4           | 3Р            | 1/4   | 1/4           | 3Р            | 1/4           | 3Р    | -     | 0 / 7  | 18-7           |
| Уимблдон               | -     | -     | 1Р            | 1Р            | 1Р            | 3Р    | 1Р            | 3Р            | 1Р            | 3Р    | -     | 0 / 8  | 6-8            |
| US Open                | 1Р    | 1Р    | 1Р            | 1/4           | 1/2           | 1/4   | 2Р            | 1Р            | 2Р            | 1/2   | -     | 0 / 10 | 16-10          |
| Итог                   | 0 / 1 | 0 / 1 | 0 / 3         | 0 / 4         | 0 / 4         | 0 / 4 | 0 / 4         | 0 / 4         | 0 / 4         | 0 / 4 | 0 / 1 | 0 / 34 |                |
| В/П в сезоне           | 0-1   | 0-1   | 0-3           | 6-4           | 8-4           | 12-4  | 7-4           | 5-4           | 4-4           | 9-4   | 0-1   |        | 51-34          |
| Олимпийские игры       |       |       |               |               |               |       |               |               |               |       |       |        |                |
| Летняя олимпиада       | НП    | -     | Не проводился | Не проводился | Не проводился | 1Р    | Не проводился | Не проводился | Не проводился | -     | НП    | 0 / 1  | 0-1            |

| Турнир                 | 1998  | 2000  | 2001  | 2002  | 2003  | 2004  | 2005  | Итог   | В/П за карьеру |
| ---------------------- | ----- | ----- | ----- | ----- | ----- | ----- | ----- | ------ | -------------- |
| Турниры Большого Шлема |       |       |       |       |       |       |       |        |                |
| Australian Open        | -     | -     | Ф     | 1Р    | 2Р    | -     | 1Р    | 0 / 4  | 5-4            |
| Roland Garros          | -     | -     | 1Р    | 2Р    | 2Р    | -     | -     | 0 / 3  | 2-3            |
| Уимблдон               | 2Р    | 1/2   | 1Р    | 3Р    | 2Р    | 1/4   | -     | 0 / 6  | 11-5           |
| US Open                | -     | 1/4   | 2Р    | -     | -     | 1Р    | -     | 0 / 3  | 3-3            |
| Итог                   | 0 / 1 | 0 / 2 | 0 / 4 | 0 / 3 | 1 / 3 | 0 / 2 | 0 / 1 | 0 / 16 |                |
| В/П в сезоне           | 1-1   | 6-2   | 5-4   | 3-2   | 3-3   | 3-2   | 0-1   |        | 21-15          |